# Landkreis Peine
Der Landkreis Peine ist ein Landkreis im Osten Niedersachsens.

## Geographie
Der Landkreis Peine erstreckt sich in etwa auf halber Strecke zwischen den beiden niedersächsischen Oberzentren Hannover und Braunschweig. Im Süden des Kreisgebiets hat er Anteil an den fruchtbaren Ackerböden der Hildesheimer Börde. Etwa nördlich der Bundesautobahn 2 machen sich im Norden des Kreises bereits Ausläufer der Südheide bemerkbar. Die Böden werden hier sandiger.
Der Landkreis liegt nördlich der Mittelgebirgsschwelle bereits in der Norddeutschen Tiefebene. Höchste natürliche Erhebung ist mit 131 m ü. NHN der Ballenberg, westlich der Ortschaft Barbecke in der Gemeinde Lengede, an der südlichen Kreisgrenze zum Landkreis Hildesheim und zur Stadt Salzgitter.

### Nachbarkreise
Der Landkreis grenzt im Uhrzeigersinn im Nordwesten beginnend an die Region Hannover, an den Landkreis Gifhorn, an die kreisfreien Städte Braunschweig und Salzgitter sowie an den Landkreis Hildesheim.

### Flüsse, Kanäle
Durch den Kreis verlaufen die Flüsse Fuhse, Oker, Aue und Erse sowie der Mittellandkanal mit dem Stichkanal Salzgitter.

## Geschichte
Der Landkreis Peine wurde durch die preußische Verwaltung zum 1. April 1885 aus der Stadt Peine, dem Amt Peine und 21 Gemeinden und Gutsbezirken des Amtes Meinersen neugebildet. Der nördliche Teil des Landkreises war ein Teil des Herzogtums Braunschweig-Lüneburg und gehörte zur Gografschaft Edemissen des Amtes Meinersen. Der südliche Teil gehörte seit dem Mittelalter zum Hochstift Hildesheim. Letzteres fiel 1803 dem Königreich Preußen zu, 1814 dann dem neuen Königreich Hannover.
1941 kamen die Braunschweiger Enklaven Ölsburg und Neuölsburg zum Kreis hinzu. Außerdem wurde die braunschweigische Gemeinde Woltorf in die bereits zum Kreis gehörende Gemeinde Woltorf eingegliedert. Die nächste Erweiterung erfolgte am 1. Juli 1972 um die Orte Barbecke, Broistedt und Woltwiesche, die bis dahin dem Landkreis Wolfenbüttel angehörten und nach Lengede eingemeindet wurden. Am 1. März 1974 wurden die Gemeinden Hämelerwald, Dedenhausen und Eltze an den Landkreis Hannover und die Gemeinde Ohof an den Landkreis Gifhorn abgetreten. Gleichzeitig erhielt der Landkreis Peine die Gemeinden Vechelde und Wendeburg mit sämtlichen Ortschaften (1974–1981 mit Didderse, vorher Landkreis Gifhorn) – die heutigen Wendeburger Ortsteile Rüper und Wense gehörten schon zum Landkreis Peine – aus dem aufgelösten Landkreis Braunschweig. Zur Neubildung der Gemeinde Didderse wurde am 1. Mai 1981 ein Gebiet von der Gemeinde Wendeburg abgetrennt, die neue Gemeinde kam zum Landkreis Gifhorn.
Die Region hatte seit der Gründung der Ilseder Hütte 1858 in Groß Ilsede eine Tradition im Bergbau und der Verhüttung. 1976 wurde der Erzabbau eingestellt. Ein tragisches und weithin bekanntes Ereignis in der Geschichte des Landkreises ist das Grubenunglück im Jahr 1963 in Lengede, bei dem 29 Bergarbeiter ums Leben kamen.
Am 10. Juli 2014 beschlossen die Mitglieder der Gemeinderäte Ilsede und Lahstedt den Zusammenschluss beider Gemeinden. Die Fusion der Gemeinden wurde zum 1. Januar 2015 umgesetzt.
Eine geplante Fusion der Landkreise Peine und Hildesheim war für den 1. November 2016 vorgesehen. Die Aufnahme von Fusionsverhandlungen wurde in verschiedenen Gremien kontrovers diskutiert. Im Juli 2015 scheiterte der angestrebte Zusammenschluss in einer Abstimmung im Kreistag Hildesheim.

### Einwohnerstatistik

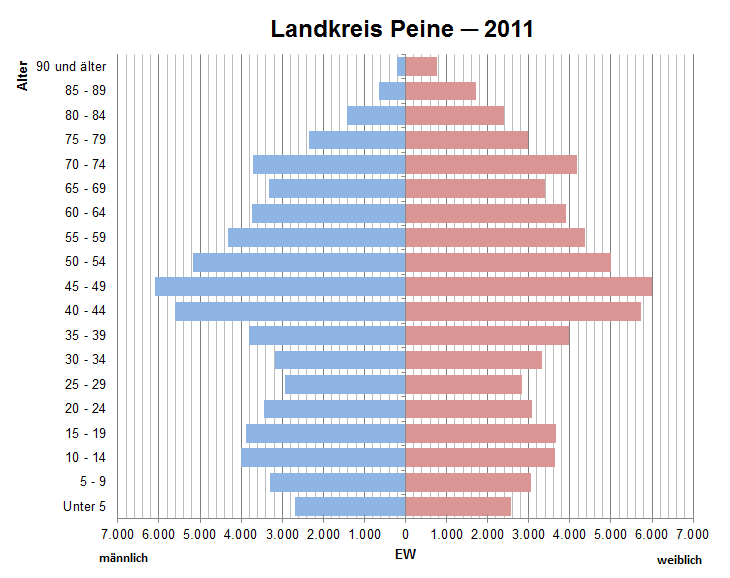
Bevölkerungspyramide für den Kreis Peine (Datenquelle: Zensus 2011.)

| Jahr | Einwohner | Quelle | Zeitleiste |
| ---- | --------- | ------ | ---------- |
| 1890 | 37.150    | [ 12 ] |            |
| 1900 | 46.682    | [ 12 ] |            |
| 1910 | 50.511    | [ 12 ] |            |
| 1925 | 54.543    | [ 12 ] |            |
| 1939 | 56.266    | [ 12 ] |            |
| 1950 | 106.108   | [ 12 ] |            |
| 1960 | 95.500    | [ 12 ] |            |
| 1970 | 98.000    | [ 13 ] |            |
| 1980 | 118.400   | [ 14 ] |            |
| 1990 | 120.441   | [ 15 ] |            |
| 2000 | 132.243   | [ 15 ] |            |
| 2010 | 131.545   | [ 15 ] |            |
| 2015 | 132.320   | [ 15 ] |            |
| 2020 | 135.844   | [ 15 ] |            |

### Konfessionsstatistik
Gemäß der Volkszählung 2011 waren 52,7 % der Einwohner evangelisch, 11,3 % römisch-katholisch und 36,0 % waren konfessionslos, gehörten einer anderen Glaubensgemeinschaft an oder machten keine Angabe. Die Zahl der Protestanten und Katholiken ist seitdem gesunken. Gemäß dem Zensus 2022 waren (2022) 41,4 % der Einwohner evangelisch, 9,7 % katholisch und 48,9 % konfessionslos, gehörten einer anderen Glaubensgemeinschaft an oder machten keine Angabe.

## Politik

### Amtshauptleute des Amtes Peine vor 1885
- 1870–1873 August Hoppenstedt

### Landräte
- 1885–1888 Bernhard Bauerschmidt (NLP)
- 1888–1893 Rudolf von Bennigsen (NLP)
- 1893–1898 Hans von Hammerstein-Equord
- 1898–1920 Oswald aus dem Winckel
- 1920–1928 Gustav Berlin
- 1928–1932 Hans Brandt (SPD)
- 1932–1934 Hans Waldow Ritzler
- 1934–? Helmut Freise
- 1945–1946 Richard Brennig (KPD)
- 1946–1948 Heinrich Steinmann (SPD)
- 1948–1949 Hermann Ernst
- 1949–1951 Karl Munzel (CDU)
- 1951–1952 Richard Langeheine (DP)

- 1952–1955 Bruno Schütz
- 1955–1957 Horst Leßmann (DP)
- 1957–1958 Bruno Schütz
- 1958–1961 Kurt Brandes
- 1961–1964 Bruno Böhme
- 1964–1972 Hertha Peters (SPD)
- 1972–1981 Paul Becker
- 1981–1986 Helmut Glandt
- 1986–1996 Otto Heinz Ohlendorf
- 1996–2000 Rosemarie Leunig
- 2000–2021 Franz Einhaus (SPD)
- seit 2021 Henning Heiß (SPD)

Franz Einhaus wurde bei den Landratswahlen 2006 mit 61,3 Prozent der Stimmen und 2016 (54,1 %) im jeweils ersten Wahlgang wiedergewählt. Bei der Landratswahl 2021 wurde der Sozialdemokrat Henning Heiß im zweiten Wahlgang mit 65,0 % der Stimmen gegen Banafsheh Nourkhiz Mahjoub (CDU) zum neuen Landrat gewählt.

### Kreistag
- Linke: 1
- SPD: 18
- Grüne: 7
- FDP: 2
- FW-PB: 3
- CDU: 14
- FBI: 1
- Basis: 1
- AfD: 3

Die erste Kreistagswahl nach dem Zweiten Weltkrieg brachte 1946 für die SPD 20, die niedersächsische Landespartei elf, die CDU neun und die KPD zwei Sitze.
Bei den letzten Wahlen zum Kreistag kam es zu folgenden Ergebnissen:
| Partei          | 12. Sept. 2021     | 12. Sept. 2021     | 11. Sept. 2016     | 11. Sept. 2016     | 11. Sept. 2011     | 11. Sept. 2011     | 10. Sept. 2006     | 10. Sept. 2006     | 9. Sept. 2001      | 9. Sept. 2001      |
| --------------- | ------------------ | ------------------ | ------------------ | ------------------ | ------------------ | ------------------ | ------------------ | ------------------ | ------------------ | ------------------ |
| SPD             | 36,84 %            | 18 Sitze           | 42,18 %            | 21 Sitze           | 47,73 %            | 23 Sitze           | 48,58 %            | 24 Sitze           | 48,2 %             | 25 Sitze           |
| CDU             | 28,41 %            | 14 Sitze           | 30,43 %            | 15 Sitze           | 31,21 %            | 16 Sitze           | 34,86 %            | 18 Sitze           | 37,9 %             | 19 Sitze           |
| Grüne           | 13,10 %            | 7 Sitze            | 8,51 %             | 4 Sitze            | 11,51 %            | 6 Sitze            | 6,33 %             | 3 Sitze            | 5,1 %              | 2 Sitze            |
| AfD             | 5,57 %             | 3 Sitze            | 8,70 %             | 4 Sitze            | –                  | –                  | –                  | –                  | –                  | –                  |
| FW-PB           | 5,47 %             | 3 Sitze            | 2,24 %             | 1 Sitz             | 3,77 %             | 2 Sitze            | 3,09 %             | 2 Sitze            | 5,4 %              | 2 Sitze            |
| FDP             | 5,09 %             | 2 Sitze            | 3,12 %             | 2 Sitze            | 2,18 %             | 1 Sitz             | 4,12 %             | 2 Sitze            | 3,3 %              | 2 Sitze            |
| Die Linke       | 2,20 %             | 1 Sitz             | 2,67 %             | 1 Sitz             | 2,87 %             | 1 Sitz             | –                  | –                  | –                  | –                  |
| FBI             | 1,56 %             | 1 Sitz             | 1,35 %             | 1 Sitz             | –                  | –                  | –                  | –                  | –                  | –                  |
| dieBasis        | 1,37 %             | 1 Sitz             | –                  | –                  | –                  | –                  | –                  | –                  | –                  | –                  |
| Volt            | 0,39 %             | 0 Sitze            | –                  | –                  | –                  | –                  | –                  | –                  | –                  | –                  |
| Piratenpartei   | –                  | –                  | 0,75 %             | 1 Sitz             | 1,71 %             | 1 Sitz             | –                  | –                  | –                  | –                  |
| WASG            | –                  | –                  | –                  | –                  | –                  | –                  | 2,22 %             | 1 Sitz             | –                  | –                  |
| GuB             | –                  | –                  | –                  | –                  | –                  | –                  | 0,77 %             | 0 Sitze            | –                  | –                  |
| Wahlbeteiligung | 63.785 von 109.679 | 63.785 von 109.679 | 61.361 von 107.853 | 61.361 von 107.853 | 56.820 von 106.290 | 56.820 von 106.290 | 56.148 von 107.341 | 56.148 von 107.341 | 57.010 von 104.362 | 57.010 von 104.362 |
| Wahlbeteiligung | 58,16 %            | 58,16 %            | 56,89 %            | 56,89 %            | 53,45 %            | 53,45 %            | 52,3 %             | 52,3 %             | 54,62 %            | 54,62 %            |

### Wappen
Der Landkreis ließ sich am 18. November 1958 vom niedersächsischen Innenministerium ein neues Wappen genehmigen. Es zeigt den Wolf des Peiner Stadtgründers Gunzelin von Wolfenbüttel in doppelter Gestalt, rot auf goldenem Feld, auswärts gekehrt und wehrhaft aufgerichtet. Die beiden Wölfe stehen sozusagen auf Wacht für den Bestand des Kreises Peine gegen die stets gebietshungrigen Wappenlöwen der städtischen Ballungszentren Hannover und Braunschweig. In der Farbgebung des Wappens war man frei, da die Farben des nur auf Schildsiegeln überlieferten Wappens Gunzelins nicht bekannt sind. Man wählte Gold und Rot, die Farben des bischöflichen Fürstenstaates Hildesheim, an den das Gebiet des heutigen Landkreises kurz nach Gunzelins Tod gelangte und zu dem es fortan fünfeinhalb Jahrhunderte (bis 1802) gehörte.
Zuvor führte der Landkreis bereits von 1934 bis 1958 ein geteiltes und halbgespaltenes Wappen. Dieses zeigte im oberen goldenen Feld einen schwarzen nach links springenden Wolf mit roten Krallen und roter Zunge. Im unteren linken Feld ein silbernes Zahnrad auf rotem Grund und im rechten Feld eine schräggestellte silberne Sichel auf grünem Grund. Diese nahmen Bezug auf die im Kreis Peine betriebene Landwirtschaft und die dort angesiedelte Industrie. Der Entwurf stammte von Emil-Werner Baule und wurde am 15. Januar 1935 vom preußischen Staatsministerium genehmigt.

### Landschaft
Der Landkreis ist Mitglied in dem eingetragenen Verein Braunschweigische Landschaft mit Sitz in Braunschweig. Er wurde zur Pflege kultureller Einrichtungen in der Region gegründet.

### Kreispartnerschaften
Der Landkreis Peine unterhält eine Partnerschaft mit der Stadt Heinola in Finnland und dem polnischen Powiat Opolski (Oppeln). Im Oktober 2009 wurde ein Partnerschaftsvertrag mit der Stadt Nanchang, Hauptstadt der Provinz Jiangxi in der Volksrepublik China, unterzeichnet.

## Wirtschaft und Verkehr
Im Zukunftsatlas 2016 belegte der Landkreis Peine Platz 186 von 402 Landkreisen, Kommunalverbänden und kreisfreien Städten in Deutschland und zählt damit zu den Regionen mit „ausgeglichenem Chancen-Risiko Mix“ für die Zukunft.

### Eisenbahn
Schon im Jahre 1844 eröffnete die Braunschweigische Staatsbahn ihre Ost-West-Strecke Peine–Braunschweig, die an die im Vorjahr entstandene Hannöversche Staatsbahn von Hannover her anschloss.
Die Magdeburg-Halberstädter Eisenbahngesellschaft richtete an ihrer 1871 erbauten Strecke Hannover–Stendal in Plockhorst, im jetzigen Nordzipfel des Kreises, einen Bahnhof ein. Hier kreuzte später die Reichsbahnstrecke Celle–Braunschweig, die Plockhorst 1921 erreichte und 1923 weitergeführt wurde. Eine Querverbindung Plockhorst–Peine kam 1922 hinzu.
Die Ost-West-Trasse Hildesheim–Braunschweig wurde von der Preußischen Staatsbahn 1889 eröffnet. In Broistedt, heute im Süden des Kreises Peine, schloss sich die bereits 1884 als Schmalspurbahn erbaute Ilsede-Lengeder Eisenbahn der Ilseder Hütte an, die später als Kleinbahn Groß Ilsede–Broistedt firmierte und bis 1919 umgespurt wurde. In Groß Ilsede war sie mit der schon 1865 (als Pferdebahn) ebenfalls von der Ilseder Hütte eröffneten Bahn nach Peine verbunden. Sie bilden heute die Peiner Eisenbahn der Verkehrsbetriebe Peine-Salzgitter GmbH.
Die Strecke wurde nach 1940 von Broistedt bis Salzgitter-Engelnstedt weitergeführt. Die ursprünglich im Raum Salzgitter verkehrende Braunschweigische Landes-Eisenbahn-Gesellschaft wurde 1938 verstaatlicht und ihre Strecken völlig verändert oder abgebaut. Sie hatte 1886 die Strecke Braunschweig–Hoheweg–Lichtenberg–Derneburg und die Zweigstrecke Hoheweg–Wolfenbüttel dem Verkehr übergeben. Dafür entstanden um 1956 die Bundesbahnstrecken Wolfenbüttel–Salzgitter-Drütte und Salzgitter-Drütte–SZ-Lebenstedt–SZ-Lichtenberg, wo die ursprüngliche Trasse wieder erreicht wurde.
Die Gemeinde Hohenhameln im Südwesten des Kreises Peine war seit 1896/97 durch die Hildesheim-Peiner Kreis-Eisenbahn-Gesellschaft einerseits mit Hildesheim, andererseits mit Hämelerwald an der Strecke Hannover–Peine verbunden.

### Straßen
Die Bundesstraßen 1, 65, 214, 444 und 494 sowie die Bundesautobahn 2 verlaufen durch den Landkreis Peine.

### Flugverkehr
Die nächstgelegenen Flughäfen sind über die A 2 in westlicher Richtung der Flughafen Hannover in Langenhagen und in Ostrichtung der Flughafen Braunschweig-Wolfsburg in Braunschweig. Im Peiner Stadtgebiet bei Vöhrum befindet sich der Sonderlandeplatz Peine-Glindbruchkippe (ICAO-Kürzel: EDVP), auf dem Gebiet der Nachbargemeinde Edemissen befindet sich das Gelände des ehemaligen Verkehrslandeplatzes Peine-Eddesse (Genehmigung seit 2010 widerrufen).

## Gesundheitswesen
| Krankenhaus | Sitz   | 2003 | 2004 | 2005 | 2006 | 2007 | 2008 | 2009 | 2010 | 2011 | 2012 | 2013 |
| --- | ------ | ---- | ---- | ---- | ---- | ---- | ---- | ---- | ---- | ---- | ---- | ---- |
| Klinikum Peine (in kommunaler Trägerschaft, 2003 bis 2020 Teil der AKH-Gruppe, Celle, zuvor Kreiskrankenhaus Peine) | Peine  | 415  | 385  | 364  | 331  | 331  | 331  | 331  | 331  | 331  | 312  | 312  |
| | Gesamt | 415  | 385  | 364  | 331  | 331  | 331  | 331  | 331  | 331  | 312  | 312  |

## Gemeinden
|   | Einheitsgemeinden des Landkreises Peine  | Einwohnerzahlen (Stand 31. Dezember 2023) |
| - | ---------------------------------------- | ----------------------------------------- |
| 1 | Edemissen                                | 12.415                                    |
| 2 | Hohenhameln                              | 9443                                      |
| 3 | Ilsede                                   | 21.543                                    |
| 4 | Lengede                                  | 14.395                                    |
| 5 | Peine, Kreisstadt, selbständige Gemeinde | 50.762                                    |
| 6 | Vechelde                                 | 18.277                                    |
| 7 | Wendeburg                                | 10.148                                    |

## Gemeinden seit 1885
Die folgende Tabelle listet alle Gemeinden, die jemals dem Landkreis Peine angehörten und ihre heutige Zugehörigkeit:
| Gemeinde             | spätere Zugehörigkeit | Datum der Eingemeindung        | Anmerkung                                        |
| -------------------- | --------------------- | ------------------------------ | ------------------------------------------------ |
| Abbensen             | Edemissen             | 1. März 1974                   |                                                  |
| Adenstedt            | Lahstedt Ilsede       | 1. Februar 1971 1. Januar 2015 |                                                  |
| Alvesse              | Edemissen             | 1. März 1974                   |                                                  |
| Alvesse              | Vechelde              | 1. März 1974                   | bis zum 1. März 1974 im Landkreis Braunschweig   |
| Bekum                | Stedum Hohenhameln    | 1. Juli 1964 1. März 1974      |                                                  |
| Bettmar              | Vechelde              | 1. März 1974                   | bis zum 1. März 1974 im Landkreis Braunschweig   |
| Berkum               | Peine                 | 1. März 1974                   |                                                  |
| Bierbergen           | Hohenhameln           | 1. März 1974                   |                                                  |
| Blumenhagen          | Edemissen             | 1. März 1974                   |                                                  |
| Bodenstedt           | Vechelde              | 1. März 1974                   | bis zum 1. März 1974 im Landkreis Braunschweig   |
| Bortfeld             | Wendeburg             | 1. März 1974                   | bis zum 1. März 1974 im Landkreis Braunschweig   |
| Bründeln             | Hohenhameln           | 1. März 1974                   |                                                  |
| Bülten               | Ilsede                | 1. Februar 1971                | bis 1966 Klein Bülten                            |
| Clauen               | Hohenhameln           | 1. März 1974                   |                                                  |
| Dedenhausen          | Uetze                 | 1. März 1974                   | am 1. März 1974 zum Landkreis Hannover           |
| Denstorf             | Vechelde              | 1. März 1974                   | bis zum 1. März 1974 im Landkreis Braunschweig   |
| Dungelbeck           | Peine                 | 1. März 1974                   |                                                  |
| Eddesse              | Edemissen             | 1. März 1974                   |                                                  |
| Edemissen            | Edemissen             |                                |                                                  |
| Eickenrode           | Edemissen             | 1. März 1974                   |                                                  |
| Eixe                 | Peine                 | 1. März 1974                   |                                                  |
| Eltze                | Uetze                 | 1. März 1974                   | am 1. März 1974 zum Landkreis Hannover           |
| Equord               | Hohenhameln           | 1. März 1974                   |                                                  |
| Fürstenau            | Vechelde              | 1. März 1974                   | bis zum 1. März 1974 im Landkreis Braunschweig   |
| Gadenstedt           | Lahstedt Ilsede       | 1. Februar 1971 1. Januar 2015 |                                                  |
| Groß Bülten          | Ilsede                | 1. Februar 1971                |                                                  |
| Groß Gleidingen      | Vechelde              | 1. März 1974                   | bis zum 1. März 1974 im Landkreis Braunschweig   |
| Groß Ilsede          | Ilsede                | 1. Februar 1971                |                                                  |
| Groß Lafferde        | Lahstedt Ilsede       | 1. Februar 1971 1. Januar 2015 |                                                  |
| Groß Solschen        | Solschen Ilsede       | 1. Januar 1964 1. Februar 1971 |                                                  |
| Hämelerwald          | Lehrte                | 1. März 1974                   | seit 1. März 1974 Landkreis Hannover             |
| Handorf              | Peine                 | 1. Juli 1968                   |                                                  |
| Hohenhameln          | Hohenhameln           |                                |                                                  |
| Horst                | Wipshausen Edemissen  | 1. Januar 1968 1. März 1974    |                                                  |
| Klein Gleidingen     | Vechelde              | 1. März 1974                   | bis zum 1. März 1974 Landkreis Braunschweig      |
| Klein Ilsede         | Ilsede                | 1. Februar 1971                |                                                  |
| Klein Lafferde       | Lengede               | 1. Juli 1972                   |                                                  |
| Klein Solschen       | Solschen Ilsede       | 1. Januar 1964 1. Februar 1971 |                                                  |
| Köchingen            | Vechelde              | 1. März 1974                   | bis zum 1. März 1974 Landkreis Braunschweig      |
| Lahstedt             | Ilsede                | 1. Januar 2015                 | 1. Februar 1971 neugebildet                      |
| Lengede              | Lengede               | 1. Juli 1972                   |                                                  |
| Liedingen            | Vechelde              | 1. März 1974                   | bis zum 1. März 1974 im Landkreis Braunschweig   |
| Meerdorf             | Wendeburg             | 1. März 1974                   | bis zum 1. März 1974 im Landkreis Braunschweig   |
| Mehrum               | Hohenhameln           | 1. März 1974                   |                                                  |
| Mödesse              | Edemissen             | 1. März 1974                   |                                                  |
| Münstedt             | Lahstedt Ilsede       | 1. Februar 1971 1. Januar 2015 |                                                  |
| Neuölsburg           | Ölsburg Ilsede        | 1. Juli 1964 1. Februar 1971   | bis zum 1. August 1941 im Landkreis Braunschweig |
| Oberg                | Lahstedt Ilsede       | 1. Februar 1971 1. Januar 2015 |                                                  |
| Oedesse              | Edemissen             | 1. März 1974                   |                                                  |
| Oelerse              | Edemissen             | 1. März 1974                   |                                                  |
| Ohlum                | Hohenhameln           | 1. März 1974                   |                                                  |
| Ohof                 | Meinersen             | 1. März 1974                   | am 1. März 1974 zum Landkreis Gifhorn            |
| Ölsburg              | Ilsede                | 1. Februar 1971                | bis zum 1. August 1941 im Landkreis Braunschweig |
| Peine, Stadt         | Peine                 |                                |                                                  |
| Plockhorst           | Edemissen             | 1. März 1974                   |                                                  |
| Rietze               | Edemissen             | 1. März 1974                   |                                                  |
| Rosenthal            | Peine                 | 1. März 1974                   |                                                  |
| Rötzum               | Hohenhameln           | 1. März 1974                   |                                                  |
| Rüper                | Wendeburg             | 1. März 1974                   |                                                  |
| Schmedenstedt        | Peine                 | 1. März 1974                   |                                                  |
| Schwicheldt          | Peine                 | 1. März 1974                   |                                                  |
| Sierße               | Vechelde              | 1. März 1974                   | bis zum 1. März 1974 im Landkreis Braunschweig   |
| Solschen             | Ilsede                | 1. Februar 1971                | am 1. Januar 1964 neugebildet                    |
| Sonnenberg           | Vechelde              | 1. März 1974                   | bis zum 1. März 1974 im Landkreis Braunschweig   |
| Sophiental           | Wendeburg             | 1. März 1974                   | bis zum 1. März 1974 im Landkreis Braunschweig   |
| Soßmar               | Hohenhameln           | 1. März 1974                   |                                                  |
| Stederdorf           | Peine                 | 1. März 1974                   |                                                  |
| Stedum               | Hohenhameln           | 1. März 1974                   |                                                  |
| Vallstedt            | Vechelde              | 1. März 1974                   | bis zum 1. März 1974 im Landkreis Braunschweig   |
| Vechelade            | Vechelde              | 1. März 1974                   | bis zum 1. März 1974 im Landkreis Braunschweig   |
| Vechelde             | Vechelde              |                                | bis zum 1. März 1974 im Landkreis Braunschweig   |
| Vöhrum               | Peine                 | 1. März 1974                   |                                                  |
| Voigtholz-Ahlemissen | Edemissen             | 1. März 1974                   |                                                  |
| Wahle                | Vechelde              | 1. März 1974                   | bis zum 1. März 1974 im Landkreis Braunschweig   |
| Wedtlenstedt         | Vechelde              | 1. März 1974                   | bis zum 1. März 1974 im Landkreis Braunschweig   |
| Wehnsen              | Edemissen             | 1. März 1974                   |                                                  |
| Wendeburg            | Wendeburg             |                                | bis zum 1. März 1974 im Landkreis Braunschweig   |
| Wendesse             | Peine                 | 1. März 1974                   |                                                  |
| Wense                | Wendeburg             | 1. März 1974                   |                                                  |
| Wierthe              | Vechelde              | 1. März 1974                   | bis zum 1. März 1974 im Landkreis Braunschweig   |
| Wipshausen           | Edemissen             | 1. März 1974                   |                                                  |
| Woltorf              | Peine                 | 1. März 1974                   |                                                  |

## Schutzgebiete
Im Landkreis befinden sich neben Landschaftsschutzgebieten und Naturdenkmalen acht ausgewiesene Naturschutzgebiete (Stand Februar 2017).
Siehe auch:
- Liste der Naturschutzgebiete im Landkreis Peine
- Liste der Landschaftsschutzgebiete im Landkreis Peine
- Liste der Naturdenkmale im Landkreis Peine
- Liste der geschützten Landschaftsbestandteile im Landkreis Peine

## Kfz-Kennzeichen
Am 1. Juli 1956 wurde dem Landkreis bei der Einführung der bis heute gültigen Kfz-Kennzeichen das Unterscheidungszeichen PE zugewiesen. Es wird durchgängig bis heute ausgegeben.